# Ngỗng Đan Mạch
Ngỗng bản địa Đan Mạch, còn được gọi với cái tên đơn giản và ngắn gọn hơn là Ngỗng Đan Mạch (tiếng Đan Mạch: dansk landgås) là một giống ngỗng có nguồn gốc từ ngỗng gốc Đan Mạch.

## Lịch sử
Ngỗng Đan Mạch được lai tạo từ động vật hoang dã trong thời cổ đại và được cho là đã phát triển lên từ ngỗng xám hoang dã Scandinavia. Từ di chỉ khảo cổ chúng ta biết rằng ngỗng Đan Mạch là một gia cầm phổ biến của người Viking và thực tế là gia cầm phổ biến nhất và chỉ ngỗng lai ở Đan Mạch cho đến cuối thế kỷ 17, khi cải cách ruộng đất thay đổi thực hành nông nghiệp. Ngoài thịt và trứng, người Viking sử dụng lông từ giống ngỗng này làm lông vũ gắn vào mũi tên ngỗng.
Ngỗng Đan Mạch cũng được sử dụng để cung cấp lông vũ để làm nên bút lông ngỗng. Ngỗng theo truyền thống được sử dụng làm thức ăn, phục vụ cho bữa tối vào ngày Mortensaften (Ngày Thánh Martin) ở Đan Mạch.

## Tình trạng bảo tồn
Vào cuối thế kỷ 20, ngỗng bản địa Đan Mạch đang trên bờ vực tuyệt chủng, nhưng một chương trình nhân giống chuyên dụng đã giúp loài này sống sót. Chỉ có một số ít ngỗng cũ Đan Mạch ngày nay, với chỉ 50 đàn được đăng ký từ năm 2006, và tốt nhất là tại các bảo tàng ngoài trời mà chúng có thể trải nghiệm cuộc sống.